# Euselasia baucis
Euselasia baucis is een vlindersoort uit de familie van de prachtvlinders (Riodinidae), onderfamilie Euselasiinae.
Euselasia baucis werd in 1919 beschreven door Stichel.